# Summertime Saga
Summertime Saga – komputerowa gra pornograficzna. Stworzona przez studio Kompas Production w 2016 roku gra dostępna jest na systemy Windows, Linux, macOS oraz Android. Głównym pomysłodawcą gry jest DarkCookie.
Jest uważana za jedną z najlepszych gier kategorii wiekowej 18+.